# Gelastogonia pulchella
Gelastogonia pulchella är en insektsart som beskrevs av William D. Funkhouser. Gelastogonia pulchella ingår i släktet Gelastogonia och familjen hornstritar. Inga underarter finns listade i Catalogue of Life.